# Sax (kommun)
Sax är en kommun i Spanien.   Den ligger i provinsen Provincia de Alicante och regionen Valencia, i den sydöstra delen av landet, 300 km sydost om huvudstaden Madrid. Antalet invånare är 10 069. Arean är 64 kvadratkilometer. Sax gränsar till Biar, Castalla, Elda, Petrer, Salinas och Villena. 
Terrängen i Sax är kuperad österut, men västerut är den platt.